# Lion Capital
Cet article possède un paronyme, voir Lyon Capitale.
Lion Capital LLP est un fonds d'investissement britannique créé en 2005.

## Participations

### Alimentaire et boissons
- Ad van Geloven[1]
- Bumble Bee[2],[3].
- Grenade[4],[5]

- Vaasen Group
- Aryzta[6]

- Findus[7] - Lion Capital, qui avait acheté Findus a tenté de s’en séparer en 2011, étranglé par la dette. Sans succès, les offres reçues n’étant pas financièrement satisfaisantes. Ce sont finalement les créanciers, JP Morgan et Highbridge qui ont donc pris le contrôle de Findus avec 70 % des parts, Lion Capital en gardant 30 %[8].

- Kettle Foods[9]

- Nidam
- Russian Alcohol[10]
- Weetabix[11]

### Commerce
- Alain Afflelou
- As Adventure
- Loungers
- PIttarosso
- Wagamaha
- Alex and Ani
- Picard Surgelés
- Spence Diamonds

## Anciennes participations
- HEMA, revendue en 2018[12]
- Materne, revendue en 2006 à Activa Capital[13]
- Orangina Schweppes : en 2006, le deuxième producteur européen de boissons sans alcool avait fait l'objet d'un LBO négocié par Lion Capital et Blackstone, pour 1,3 Md£ (1,85 Md Euros), soit 9,5 fois son Ebitda prévisionnel. En 2009, les deux fonds se désengagent sans préciser la performance générée. Il semblerait qu'initialement, ils envisageaient d'introduire la cible en Bourse, mais elle est cédée au groupe familial japonais de boissons et alcools Suntory, pour un montant qui avoisinerait 3,3 Md$ (2,6 Md Euros)[14].